# Морган Сити (Мисисипи)
Морган Сити (енгл. Morgan City) град је у америчкој савезној држави Мисисипи.

## Демографија
По попису из 2010. године број становника је 255, што је 50 (-16,4%) становника мање него 2000. године.
| Група             | 2000.       | 2010.       |
| Белци             | 50 (16,4%)  | 48 (18,8%)  |
| Афроамериканци    | 254 (83,3%) | 207 (81,2%) |
| Азијати           | 1 (0,3%)    | 0 (0,0%)    |
| Хиспаноамериканци | 9 (3,0%)    | 4 (1,6%)    |
| Укупно            | 305         | 255         |